# Giro del Veneto 1990
Il Giro del Veneto 1990, sessantatreesima edizione della corsa, si svolse il 23 agosto 1990 su un percorso di 198 km. La vittoria fu appannaggio dell'italiano Massimo Ghirotto, che completò il percorso in 4h38'50", precedendo lo svizzero Pascal Richard e il connazionale Franco Ballerini.

## Ordine d'arrivo (Top 10)
| Pos. | Corridore         | Squadra                   | Tempo    |
| ---- | ----------------- | ------------------------- | -------- |
| 1    | Massimo Ghirotto  | Carrera Jeans             | 4h38'50" |
| 2    | Pascal Richard    | Helvetia-La Suisse        | s.t.     |
| 3    | Franco Ballerini  | Del Tongo-Rex             | s.t.     |
| 4    | Dmitrij Konyšev   | Alfa Lum                  | s.t.     |
| 5    | Roberto Gusmeroli | Château d'Ax Salotti-Huni | s.t.     |
| 6    | Joachim Halupczok | Diana-Colnago-Animex      | a 40"    |
| 7    | Roberto Pagnin    | Malvor-Sidi               | s.t.     |
| 8    | Roberto Pelliconi | Amore & Vita-Fanini       | a 53"    |
| 9    | Angelo Canzonieri | GIS Gelati-Benotto        | s.t.     |
| 10   | Luigi Furlan      | Helvetia-La Suisse        | s.t.     |